# São Pedro da Cova
São Pedro da Cova is een plaats (freguesia) in de Portugese gemeente Gondomar en telt 17 324 inwoners (2001).